# Дубровський Віктор Григорович
Ві́ктор Григо́рович Дубро́вський (7 червня 1876, Фастів — після 1943) — український лексикограф, лексиколог, перекладач. Псевдоніми та криптоніми — Д-ий, Баламут Юрко, Рудик Хома, Юрко, Roman.

## Життєпис
Народився в м. Фастові Київської губернії Російської імперії.
Закінчив Київський Імператорський Університет Святого Володимира (нині Київський національний університет імені Тараса Шевченка).
Був одружений з Дубровською Ніною Георгіївною (письменниця, мистецтвознавець).
Від 1918 року працював у Міністерстві шляхів УНР.
У 1920-х роках — редактор Інституту української наукової мови, науковий співробітник ВУАН.
15 вересня 1929 року заарештований за сфабрикованою справою «Спілки визволення України», репресований, засуджений особливою нарадою НКВС СРСР на 3 роки ув'язнення, які відбував у Ярославському політичному ізоляторі Російської Федерації у 1932—1936 роках.
Висланий у місто Алма-Ату, де вдруге 1 грудня 1937 року був заарештований, засуджений до 10-и років позбавлення волі та висланий у північні райони СРСР.
22 лютого 1943 р. після скорочення терміну ув'язнення звільнений зі «Свободлага» Амурської області Російської Федерації.
Реабілітований 1989 року.

## Вшанування пам'яті
В Києві існує провулок Віктора Дубровського.